# Elaenia brachyptera
El fiofío alicorto o elenia de Coopmans (Elaenia brachyptera), es una especie de ave paseriforme de la familia Tyrannidae perteneciente al numeroso género Elaenia, anteriormente considerada una subespecie de Elaenia chiriquensis. En nativo del noroeste de América del Sur.

## Distribución y hábitat
Esta especie se distribuye por la vertiente del Pacífico de la cordillera de los Andes del suroeste de Colombia (en Nariño) y del noroeste de Ecuador (en Imbabura y Pichincha) y por la vertiente oriental del este de Ecuador (desde Napo hasta Morona Santiago); tal vez se extienda también hasta el sur de Colombia y noreste de Perú.
Esta especie es considerada bastante local, o tal vez sea apenas ignorada debido a las dificultades de identificación, en sus hábitats naturales: los claros y semiabiertos, incluyendo bosques ligeros, en estribaciones montañosas, entre 700 y 2800 m de altitud en el noroestre de Ecuador, y entre 930 y 1930 m en el este de Ecuador.

## Sistemática

### Descripción original
Este taxón fue descrito originalmente en el año 1907 por el ornitólogo alemán Hans Hermann Carl Ludwig von Berlepsch con el mismo nombre científico.

### Localidad tipo
La localidad tipo referida es: “San Pablo (a una altitud de 4500 pies), departamento Nariño, Colombia”.

### Etimología
Etimológicamente, el nombre genérico femenino «Elaenia» deriva del griego «ελαινεος elaineos» que significa ‘de aceite de oliva’, ‘oleaginosa’; y el término específico brachyptera se compone de dos palabras, la palabra en latín bracchium la cual deriva del griego clásico βραχίων (brachiōn) que significa ‘corto’ y del sufijo o partícula ptera, la cual viene del latín, es el plural de pteron, y significa ‘ala’. Esto es ‘alas cortas’.

### Historia taxonómica
Tradicionalmente este taxón fue considerado una subespecie de Elaenia chiriquensis Lawrence, 1865 (es decir: Elaenia chiriquensis brachyptera). 
En su trabajo sobre la aves de Ecuador del año 2001, R.S. Ridgely y P.J. Greenfield habían sugerido que, teniendo en cuenta lo afirmado por Paul Coopmans sobre que la vocalización de Elaenia chiriquensis brachyptera es muy diferente a las de las otras dos subespecies de la especie (E. c. chiriquensis y E. c. albivertex), la primera podría tratarse en realidad de una especie separada.
En el año 2015, F.E. Rheindt, N. Krabbe, A.K.S. Wee y L. Christidis analizaron la voces y un conjunto de datos moleculares para examinar las relaciones de los tres taxones que hasta ese momento eran incluidos subespecíficamente dentro de Elaenia chiriquensis. Los datos moleculares demostraron que las dos subespecies de tierras bajas de E. chiriquensis se diferencian entre sí solo débilmente (entre el 0,8 y el 1,2% en ND2), mientras que ambas con respecto a E. chiriquensis brachyptera estaban más fuertemente diferenciadas (entre el 3,7 y el 4,3%).
Al comparar sus voces, encontraron que E. c. chiriquensis y E. c. albivertex presentaban repertorios vocales muy similares entre sí, pero diferían mucho con los de E. chiriquensis brachyptera, tanto en el canto del amanecer como en otras llamadas, lo que se traducía en que al comparar sus respectivos espectrogramas estos diferían notablemente.
Morfológicamente no hay grandes diferencias entre las subespecies de E. chiriquensis y E. brachyptera, teniendo al parecer esta última el pecho más oscuro y un tamaño ligeramente menor.
Sobre la base de las diferencias vocales y moleculares Rheindt y sus colegas propusieron elevar al taxón E. chiriquensis brachyptera al nivel específico, es decir: Elaenia brachyptera; lo que fue reconocido en la Propuesta N° 686 al Comité de Clasificación de Sudamérica (SACC).
Es monotípica.